# Ivan Aska
Ivan Aska (Fort Lauderdale, 26 giugno 1990) è un cestista statunitense con cittadinanza americo-verginiana.